# الفاضل اليمني
عماد الدين يحيى بن القاسم بن عمرو العلوي المعروف بـالفاضل اليمني (1281 - 1349) عالم مسلم وأديب يمني في القرن الثامن الهجري/ الرابع عشر الميلادي في عصر بني رسول. ولد في صنعاء وتلقّى علومه على مشايخ اليمن، ثمّ ارتحل للازدياد من العلم إلى العراق والشام وخراسان. وقد قرأ القرآن في بغداد على ابن المحروق الواسطي. وفي سنة 1348 م وصل إلى دمشق من بلاد فارس ولقي صلاح الدين الصفدي وتوفي بعده في رحلته في اللجب. برع في علوم كثيرة، لكنه صَرَف معظم جهوده إلى تفسير القرآن، وله حواشٍ وتعليقات على تفسير الكشاف، منها حاشيته المشهورة بـحاشية العلوي، وله كتب أخرى ونظم. يعد من علماء الشافعية باليمن في عصره وهو مفسر ونحوي وأديب ومن أعلام القرن الثامن الهجري.

## سيرته
هو يحيى بن القاسم بن عمرو بن علي ابن خالد العلوي، عمادُ الدين، ويقال عزّ الدين، اليماني الصنعاني، المعروف بالفاضل اليمني، وبالفاضل العلوي، ولد في صنعاء سنة 680 هـ/ 1281 م وقرأ على مشايخ اليمن ثم رحل وأخذ عن علماء بغداد والشام وخراسان. وقد قرأ القرآن في بغداد على ابن المحروق الواسطي. ولقيه صلاح الدين الصفدي في دمشق سنة 749 هـ وترجم له. 

مات قافلاً من رحلته بالشرحة سنة 750 هـ/ 1349 م، ويقال أنه مات بجهة اللجب، أحد المواضع المشهورة باليمن ويسمي عند أهل اللجب بالشولي. 

يعد من علماء الشافعية باليمن في عصر بني رسول وهو مفسر ونحوي وأديب ومن أعلام القرن الثامن الهجري.

## مؤلفاته
- تحفة الأشراف في كشف غوامض الكشاف، أولها: الحمد لله الذي أنزل قرآنه العظيم. نسخة منه في مكتبة جامعة لايبزيك.[4]
- درر الأصداف في حل عقد الكشاف، فرغ من تأليفها صفر 738 هـ.
- شرح اللباب للاسفراييني، في النحو.

وله نظم وشعره سهل رقيق فيه شيء من المرح والتهكّم.